# Estoril
Pour les articles homonymes, voir Estoril (homonymie).
Estoril est une ancienne paroisse civile (en portugais : freguesia) du Portugal, rattachée à la freguesia de Cascais en 2013, chef-lieu de la municipalité du même nom, située sur la côte d'Estoril, en bordure de l'Atlantique, à 18 km à l'ouest de Lisbonne, devenue une station balnéaire renommée.

## Description

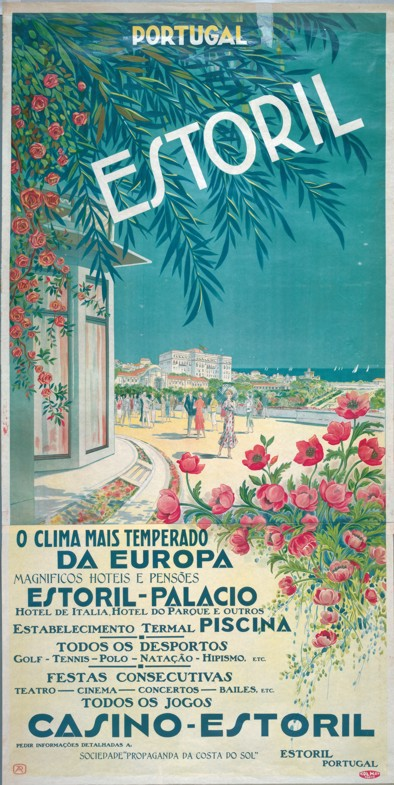
Affiche touristique d’Estoril.

Estoril est une célèbre station balnéaire qui compte 23 769 habitants (2001) sur un territoire de 8,79 km2 (Densité : 2 702,9 hab/km2).

Naguère modeste village de pêcheurs tout juste connu pour les vertus curatives de ses eaux thermales, Estoril attire maintenant une élégante clientèle internationale par la qualité de ses distractions (golf, casino, pêche sur une côte poissonneuse) et des compétitions sportives qui s'y déroulent (courses motocyclistes, régates, tournoi de tennis, concours hippiques), par sa situation très agréable en vue de la baie de Cascais, par son parc aux essences tropicales et exotiques, par ses avenues bien tracées et bordées de palmiers et par ses plages de sable fin.

## Histoire
Le 12 décembre 1946, Jean de Bourbon, « comte de Barcelone », fils du roi d’Espagne exilé Alphonse XIII et héritier de la Couronne d'Espagne, est accueilli par Salazar, à Estoril. Dans la même période, deux chefs d'État déchus (par l'arrivée au pouvoir, dans leurs pays, des partis communistes) sont également accueillis par Salazar dans de somptueuses villas d'Estoril : c'est le cas du roi de Roumanie Carol II et du régent de Hongrie Miklós Horthy. La dernière Reine de Bulgarie, née Jeanne d'Italie décède à Estoril en février 2000.

## Sports
- Il s'y déroule chaque année le tournoi de tennis d'Estoril, tournoi de tennis faisant à la fois  partie de l'ATP et du WTA Tour.
- S'y déroulait aussi chaque année le Grand Prix moto du Portugal sur le circuit d'Estoril, disparu du calendrier en 2012.
- En 1970, le rallye du Portugal à Estoril faisait partie du championnat du monde de rallye.
- Jusqu'en 1996, le Grand Prix de Formule 1 du Portugal se déroulait sur le circuit d'Estoril.
- Le Grupo Desportivo Estoril Praia est un club de football qui évolue au cours de la saison  2018-2019 en deuxième division du championnat portugais

## Personnalités liées à la ville
- Luisa Isabel Álvarez de Toledo y Maura (1936-2008), Grande d'Espagne, écrivaine, y est née;
- Le roi Charles II de Roumanie y établit sa résidence et y mourut en 1953.

### Arrivée duTour d'Espagne
- 1997 :  Lars Michaelsen

## Galerie

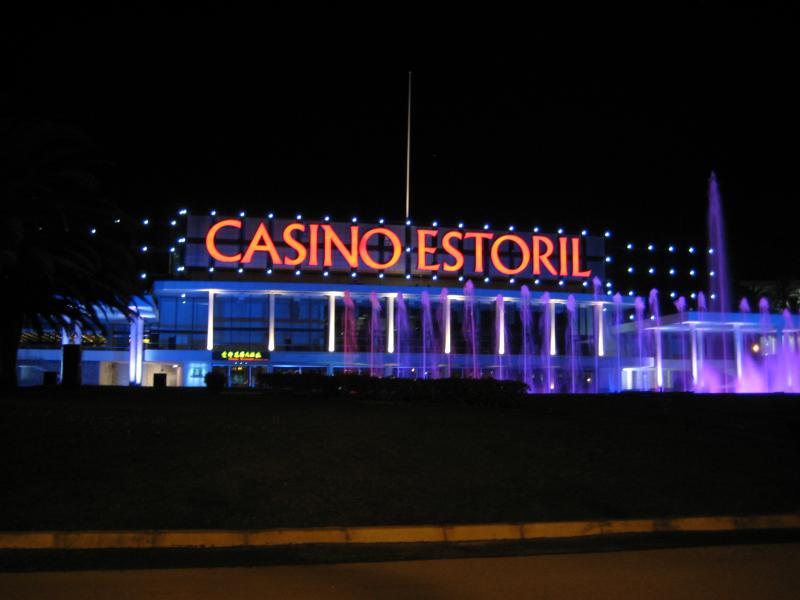
Casino d'Estoril
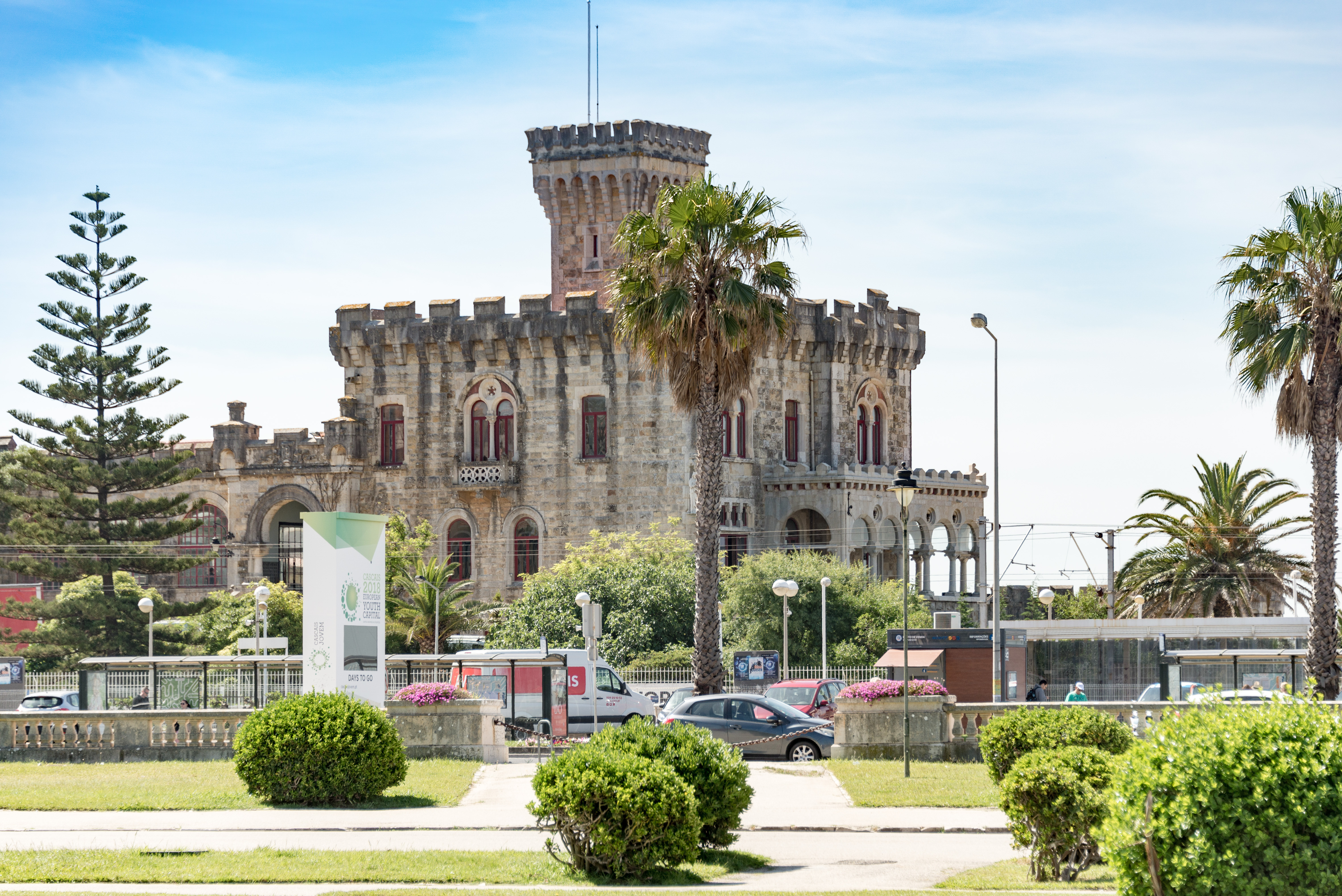
Fort de la Croix
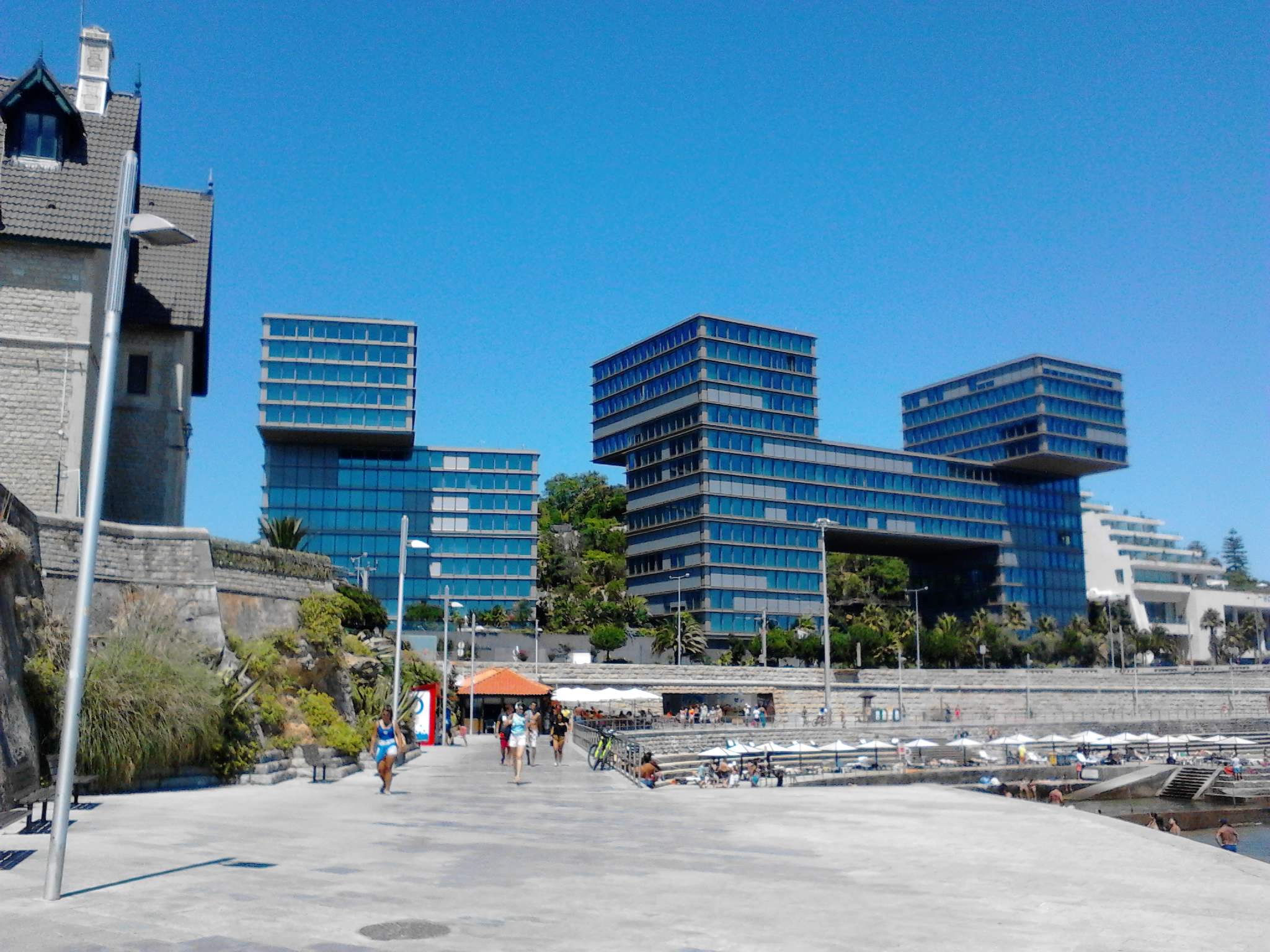
Estoril Sol Residence
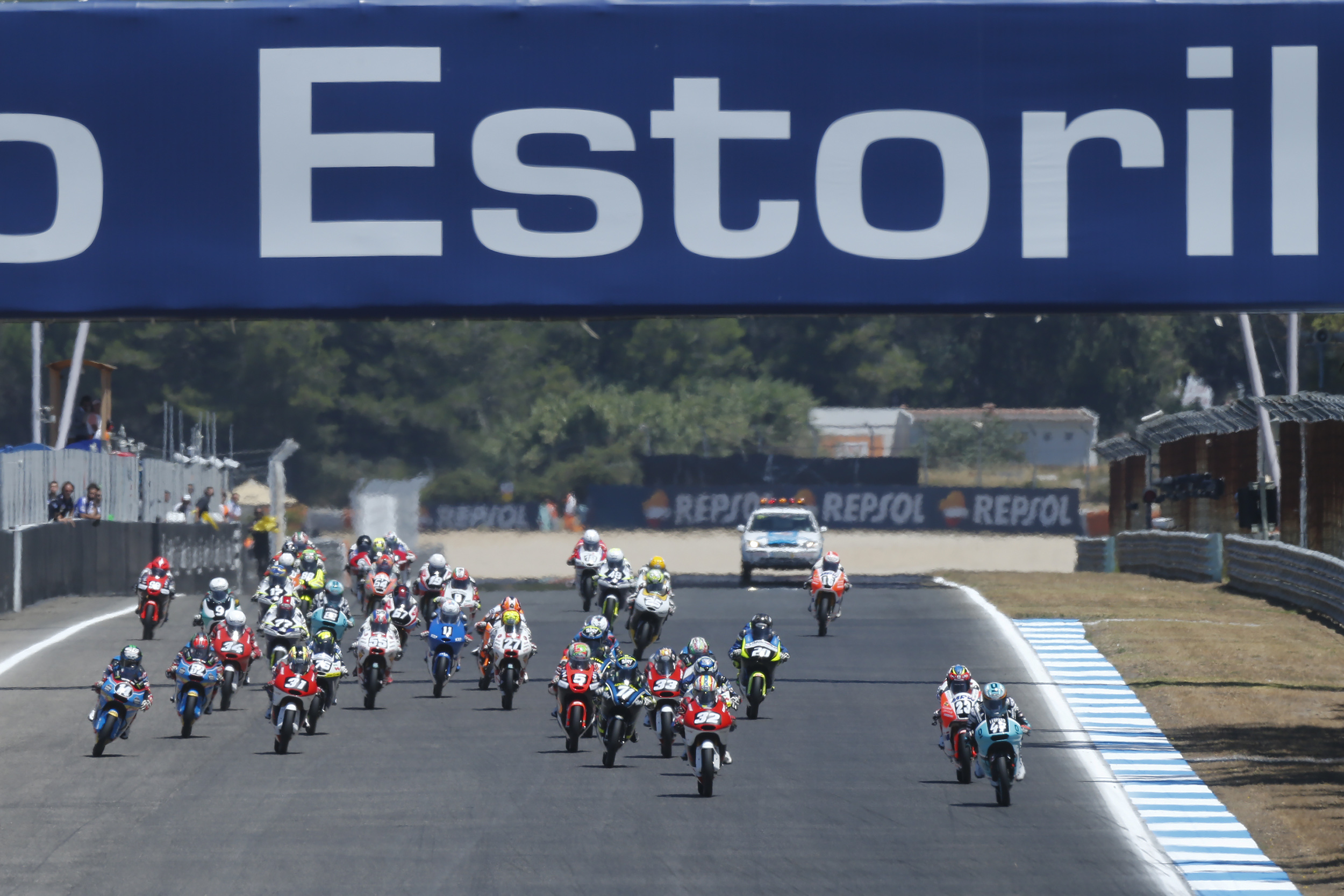
Circuit d'Estoril
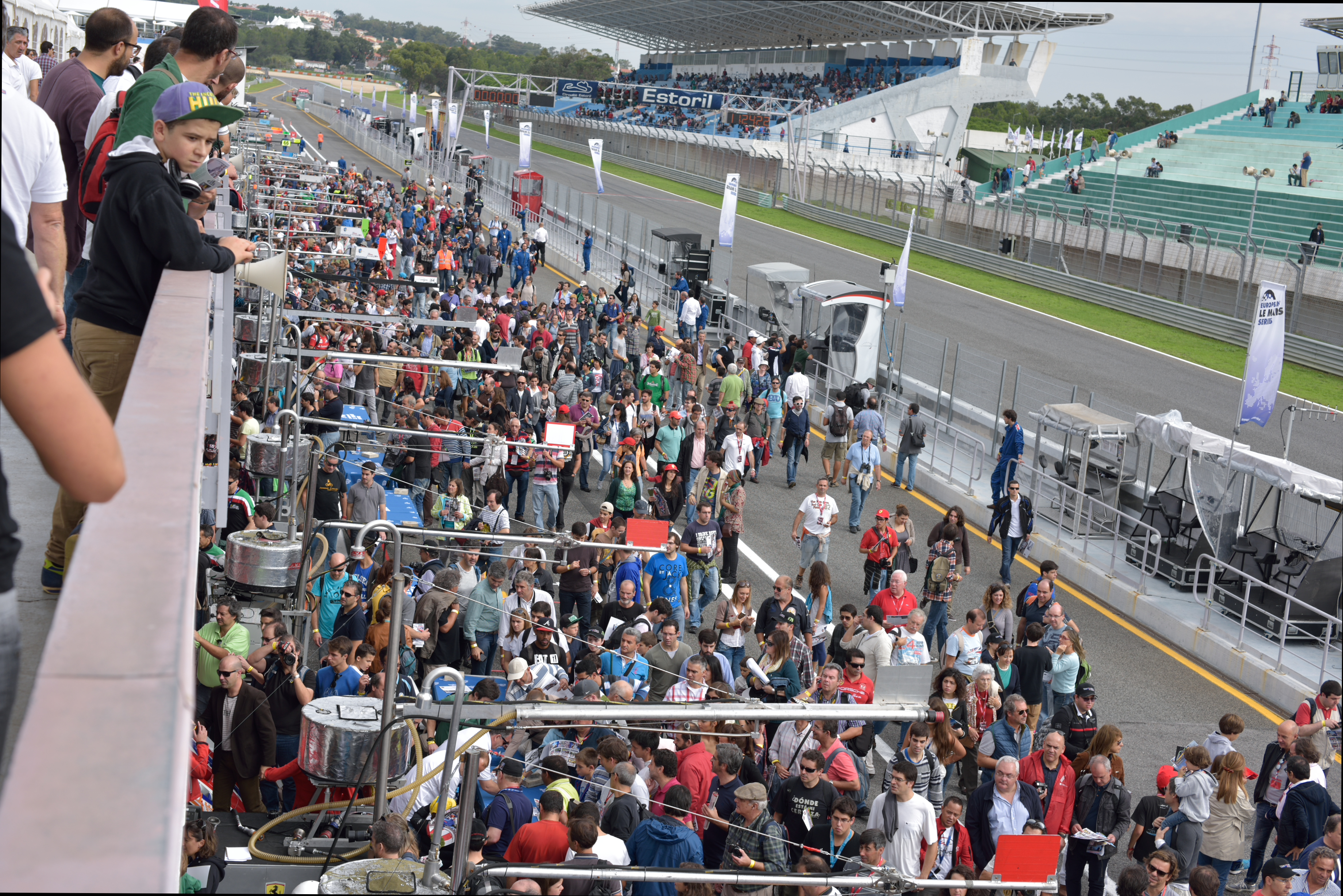
Circuit d'Estoril